# Adesmia pampeana
Adesmia pampeana es una especie de planta floral del género Adesmia, categorizada en la tribu Dalbergieae, de la familia Fabaceae.

## Distribución
Especie nativa de Argentina. Crece en el bioma subtropical.

## Taxonomía
Fue descrita por Speg. y publicada en Contr. Fl. Sierra Vent.: 21 (1896).